# Optical race
Optical race is een studioalbum van Tangerine Dream. Het album is het eerste in een serie die The Melrose Years wordt genoemd, een periode in het bestaan van de band. Het album bevat een citaat van Lao Tse uit de Tao Te Ching: The visible creates a work in form; the invisible defines its worth. Het merendeel van het muziek werd tot stand gebracht via de destijds populaire toetsinstrumenten/computer Atari ST. Ook Rick Wakeman gebruikte die apparatuur. TD bestaat hier uit een duo, nadat Christopher Franke te kennen had gegeven zich uit de band terug te trekken. Franke stond bekend als de (weliswaar elektronische) "drummer" van de band, toch werd Optical race een van de albums die behoorlijk ritmisch is ten opzichte van voorgaande. Atlas eyes is geschreven in 5/4-maat en bevat elementen van Marakech. 
Het album is opgenomen in studio's in Berlijn en Wenen (Eastgate Studio). Tijdens de tournee volgend op dit album speelde Ralf Wadephul mee en hij leverde ook een compositie voor dit album. Na de tournee ontstonden muzikale meningsverschillen en Wadephul vertrok weer. De originele hoes was van Monica Froese.
Het album is in 2002 in zijn geheel opnieuw opgenomen, hetgeen niets nieuws was bij deze band en verscheen in verzamelbox The Melrose Years. In 2009 verscheen het album uit deze box weer los, wel met een nieuwe hoes.

## Musici
- Edgar Froese, Paul Haslinger – synthesizers, computers, elektronica

## Muziek
Allen door Froese en Haslinger, behalve waar aangegeven:

| Nr. | Titel                    | Duur |
| --- | ------------------------ | ---- |
| 1.  | Marakech                 | 8:17 |
| 2.  | Atlas eyes               | 4:04 |
| 3.  | Mothers of rain          | 5:13 |
| 4.  | Twin soul tribe          | 4:28 |
| 5.  | Optical race             | 3:13 |
| 6.  | Cat scan                 | 5:35 |
| 7.  | Sun gate (Ralf Wadephul) | 4:44 |
| 8.  | Turning of the wheel     | 6:11 |
| 9.  | The midnight trail       | 5:54 |
| 10. | Ghazal (love song)       | 5:00 |

CD1: Optical race ·
CD2: Lily on the beach ·
CD3: Melrose